# Mándoki László
Mándoki László, művésznevén Leslie Mandoki (Budapest, 1953. január 7. –) Kossuth-díjas magyar zenész (dobos) és zenei producer, a Volkswagen AG és az Audi AG zenei-programigazgatója.

## Élete
Miután a műszaki képzést félbehagyta, az 1970-es évek elején végezte el a Konzervatóriumot Budapesten. Tanulmányai közben és utána a JAM nevű helyi dzsessz-rock együttes vezetője, mely az ellenzéki diákmozgalom zenekara volt. Az együttes főként a Bem rakparton levő klubban lépett fel. Zenéjére ekkoriban a Cream és a Jethro Tull gyakorolt mélyebb hatást.
Miután többször sikertelenül kért nyugati útlevelet, 1975-ben Csupó Gáborral és zenésztársával, Szűcs Lászlóval (Laszlo Bencker) együtt Jugoszláviából a mai Szlovéniát Ausztriával összekötő 8 km hosszú Karawanken vasúti alagúton át Nyugatra szökött. 

### Zenei pályafutása
Rövid menekülttábori tartózkodást követően kocsmákban és bárokban zenélt, majd Münchenben stúdiózenészi állást kapott. 1979-ben csatlakozott a Dschinghis Khan nevű popzenekarhoz, ami meghozta számára az elismerést, különösen, miután a zenekar ugyanebben az évben a jeruzsálemi Eurovíziós Dalfesztiválon a negyedik helyezést érte el.
Bár a kezdeti ismertséget a Dschingis Khan együttes tagjaként szerezte meg, az együttes zenei stílusával nem tudott azonosulni. 1982-ben, még a Dschingis Khan-os idők alatt egy kis zenei stúdiót alapított Laszlo Benckerrel együtt, és itt jelent meg a Back to Myself című szólóalbuma, amiben visszatért a dzsesszes gyökereihez. Ezt követték a Strangers in a Paradise és az Out of Key ... with the Time című albumok, amik az eladhatóbb hangzásnak köszönhetően visszavitték a televízió képernyőjére.
Erre az alapra építette később az ambiciózus People ill. Soulmates projektjét.
A „Man Doki Soulmates” nevű formációban nemzetközi sztárok egy jelentős csoportjával (többek közt Ian Andersonnal a Jethro Tullból, Bobby Kimball-lal a Totóból, Jack Bruce-szal a Creamből stb.) kiadta a People és a People in Room No. 8 című albumokat, amik tartalmaztak a szélesebb közönségnek szóló dalokat és részben kísérletezésnek szánt dzsessz-rockot is.
Többek között dolgozott Bonnie Tylerrel, Engelbert Humperdinckkel, Joshua Kadisonnal, Phil Collinsszal, Steve Lukatherrel, Chaka Khannel, a No Angelsszel, Jennifer Rushsal, Gil Ofarimmal és Lionel Richie-vel, Richard Bonaval, Jack Bruce-szal, valamint Sido német rap zenésszel is.

### Magánélete
1988-ban nősült. Szintén magyar származású orvos feleségével három gyermekük született. A bajorországi Starnbergi-tó partján fekvő Tutzingban élnek. 1989-ben született leánya Lara Mandoki német színésznő.

## Lemezei
- Back to myself (1982)
- Strangers in a Paradise (1988)
 Számok:
  1. On Principle,                   5:24   (Mandoki/Bencker)
  2. Love Song,                      4:37   (Mandoki/Bencker)
  3. I am over you, Honey,           4:18   (Mandoki/Bencker)
  4. Strangers in a Paradise,        6:15   (Mandoki/Bencker)
  5. We need a second Chance,        4:49   (Mandoki/Bencker)
  6. Korea,                          6:01   (Mandoki/Bencker)
  7. Deadly Angel,                   3:53   (Mandoki/Bencker)
  8. We'll fall in Love again,       5:37   (Mandoki/Bencker)
  9. I wanna get back home,          5:12   (Mandoki/Bencker)
  10. Lost in Time,                   6:56   (Mandoki/Bencker)
- Out of Key … with the Time (1991)
 Számok:
  1. Blind to Reason
  2. Light in the Dark
  3. Sad Song
  4. I feel the Heat again
  5. Refugees
  6. With Tears in my Eyes
  7. Big Brother is watching you
  8. Sealed in the past Time Paradise
  9. Lonely Eyes
  10. Boxing Shadows
  11. The End of the Road
- People (1993)
 Számok:
  1. On the edge of Hell
  2. Hold on to your Dreams
  3. I dance through my Dreams
  4. Carry me home
  5. Blue Mood
  6. Life is like a strange Song
  7. Imagine
  8. Mother Europe
  9. Why don't you stop
  10. In Times of Change
  11. Love and Money
  12. Last Night
- People in Room No. 8 (1996)
 Számok:
  1. Let the Music show you the Way
  2. The Journey is long
  3. On and on
  4. Diggin' down too deep
  5. Nothing or everything
  6. I believe
  7. Am I strong enough
  8. Everyday
  9. Borrowed Love
  10. Where I was born
  11. Reborn Desire
  12. Rainbow Angel
  13. Never give in
  14. If we try
  15. Back to Budapest
  16. Hold on to your Dreams
- Soulmates (2002)
 Számok:
  1. Crossing the Timeline
  2. Daydream
  3. Highest Hopes and darkest Fears
  4. A Dreamer's not a Fool
  5. Look up to the Sky
  6. The endless Power of Change
  7. Playing with the Time
  8. One Night a Day
  9. Is there a Dream left
  10. I lost my heart in China
  11. Pictures of Life
  12. Room No. 8
  13. Last Day of Summer
- Soulmates – Jazz Cuts (2003)
 Számok:
  1. Pictures of Life
  2. Carry me home
  3. Life is like a strange Song
  4. Look up to the Sky
  5. Still running wild
  6. A pale blue fragile Day
  7. Highest Hopes and Darkest Fears
  8. We're not young enough to know everything
  9. Room No. 8
  10. Look up to the Sky (Reprise)
- Soulmates – Classic, adapted for String Quartet (2003)
 Számok:
  1. Crossing the Timeline
  2. Daydream
  3. Highest Hopes and darkest Fears
  4. A Dreamer's not a Fool
  5. Look up to the Sky
  6. The endless Power of Change
  7. Playing with the Time
  8. One Night a Day
  9. Is there a Dream left
  10. I lost my heart in China
  11. Pictures of Life
  12. Room No. 8
  13. Last Day of Summer

## Producerként
Mándoki kibérelte a Starnbergi-tó közelében található Park Studiót, majd producerként együtt dolgozott több nemzetközi hírű művésszel, mint pl. a No Angels, Phil Collins, Engelbert, Joshua Kadison, Lionel Richie és Jennifer Rush. Emellett reklámok zenei rendezőjeként dolgozott, többek közt az Audinak, a Daimlernek és a Disney-nek, ill. közreműködött Angela Merkel kampánydalának az elkészítésében is. A produceri munka mellett tovább zenél dobosként, és zenét is szerez (pl. 1988-ban a Szöuli olimpia megnyitó ünnepségére, vagy a Walt Disney rajzfilmjeihez.

## Televízió
Az 1979-es Eurovíziós Dalfesztiválon a Dschinghis Khan együttes tagjaként képviselte Németországot, és a negyedik helyet szerezték meg.
A Dschingis Khannal 1979 és 1982 között tizenötször szerepelt a ZDF Hitparade című zenei műsorban.
2003-ban vendégszerepet vállalt a Schloss Einstein című német tinisorozatban.
2004 áprilisában és novemberében a Soulmates szerepelt a ZDF 50 Jahre Rock című műsorában. Az itt rögzített zenei anyag alkotja a Legends of Rock című album hanganyagát.

## Díjak
- 2012 – A Magyar Érdemrend tisztikeresztje
- 2013 – Fonogram Életműdíj
- 2024 – Kossuth-díj